# Крёпелин
Крёпелин (нем. Kröpelin) — город в Германии, в земле Мекленбург-Передняя Померания.
Входит в состав района Бад-Доберан. Население составляет 4745 человек (на 31 декабря 2010 года). Занимает площадь 67,26 км². Официальный код — 13 0 51 041.